# Compagnie Energie Electrique du Togo
Compagnie Energie Electrique du Togo (kurz: CEET)  ist ein staatlicher Energieversorger in der Republik Togo mit Hauptsitz in der Hauptstadt Lomé.

## Geschichte
CEET wurde 1963 gegründet, um die Erzeugung, Übertragung und Verteilung von elektrischer Energie in Togo zu gewährleisten. CEET arbeitete bis zur Energiereform zusammen mit Energieversorgern aus der Republik Benin. Nach der Reform der Elektrizitätswirtschaft in Togo wurde CEET im Jahre 2000 von der Regierung zum alleinigen Unternehmen bestimmt, dass für die öffentlich-rechtliche Verteilung von elektrischer Energie in Togo zuständig ist.
2010 hatte CEET einen Umsatz von 36 Milliarden CFA-Francs und eine durchschnittliche Wachstumsrate von 4 % pro Jahr. 

## CEET-Kraftwerk
Im Oktober 2010 ging das neu errichtete CEET-Wärmekraftwerk mit einer Leistung von 100 Megawatt ans Netz. Somit ist CEET nun in der Lage nicht nur den gesamten Strombedarf von Togo (rund 80 bis 85 MW) zu decken, sondern kann nun auch elektrische Energie, die bisher teilweise aus Ghana importiert werden musste, selbst an den West African Power Pool verkaufen.
Das Wärmekraftwerk wurde von der US-amerikanischen Firma Contour Global erbaut und ist ein so genanntes Tri-Fuel-Technology-Kraftwerk. Die Generatoren können sowohl mit Erdgas als auch mit schwerem Heizöl beziehungsweise alternativ mit Diesel befeuert werden. Der Standort des Kraftwerkes direkt an der südlichen Küste von Togo am Atlantischen Ozean ist bedeutend für die Rohstoffversorgung des Kraftwerkes.

## Verteilernetz
Um Strom an Endkunden zu verteilen, betreibt CEET rund 20 weitere kleine Kraftwerke und Umspannstationen. CEET unterhält ein Mittel- und Niederspannungs Netzwerk von mehr als 4000 Kilometer Länge.